# Laurent Gras
Laurent Gras (* 15. März 1976 in Chamonix) ist ein französischer Eishockeyspieler, der seit 2009 beim Chamonix Hockey Club in der Ligue Magnus unter Vertrag steht.

## Karriere

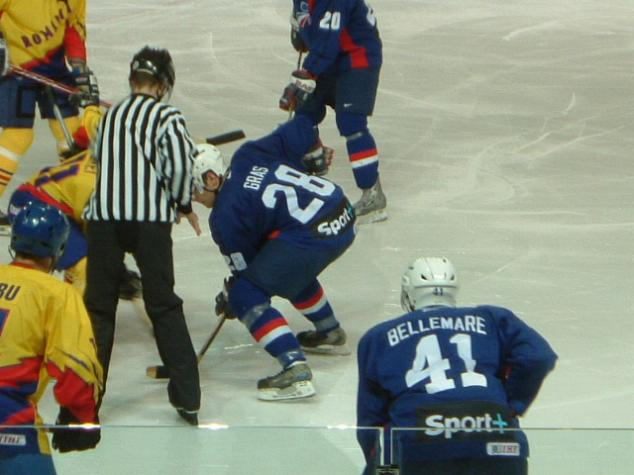
Gras im Trikot der Équipe Tricolore

Laurent Gras begann seine Karriere als Eishockeyspieler in seiner Heimatstadt in der Nachwuchsabteilung der Huskies de Chamonix, für deren Profimannschaft er von 1994 bis 1996 in der Ligue Magnus, der höchsten französischen Spielklasse, aktiv war. Anschließend spielte der Center eine Spielzeit lang für die Gothiques d’Amiens, bei denen er zum Führungsspieler wurde. In seinem Jahr in Amiens erhielt er zudem die Trophée Jean-Pierre Graff als bester Nachwuchsspieler der Liga. Daraufhin spielte er weitere zwei Jahre lang für seinen Heimatverein Huskies de Chamonix, ehe er von 1999 bis 2008 erneut für die Gothiques d’Amiens auflief. In der Saison 2002/03 erhielt der langjährige Nationalspieler die Trophée Albert Hassler als bester französischer Spieler der Ligue Magnus. In der Saison 2003/04 gewann er mit Amiens zum ersten und einzigen Mal den französischen Meistertitel.
Zur Saison 2008/09 wechselte Gras innerhalb der Ligue Magnus zu den Pingouins de Morzine-Avoriaz. Seit 2009 steht er wieder für seinen Heimatverein aus Chamonix auf dem Eis, der mittlerweile als Chamois de Chamonix spielt.

### International
Für Frankreich nahm Gras im Juniorenbereich an der U18-Junioren-B-Europameisterschaft 1994 sowie den U20-Junioren-B-Weltmeisterschaften 1995 und 1996 teil.
Im Seniorenbereich stand er im Aufgebot seines Landes bei den B-Weltmeisterschaften 2001, 2002, 2003, 2005, 2006 und 2007 sowie bei den A-Weltmeisterschaften 1997, 1998, 2004, 2008, 2009, 2010 und 2011. Zudem vertrat er Frankreich bei den Olympischen Winterspielen 1998 in Nagano und 2002 in Salt Lake City.

## Erfolge und Auszeichnungen
| - 1997 Trophée Jean-Pierre Graff - 2003 Trophée Albert Hassler - 2004 Französischer Meister mit den Gothiques d’Amiens - 2005 Ligue Magnus All-Star Team | - 2006 Ligue Magnus All-Star Team - 2007 Ligue Magnus All-Star Team - 2008 Ligue Magnus All-Star Team - 2010 Ligue Magnus All-Star Team |

### International
- 2003 Aufstieg in die Top-Division bei der Weltmeisterschaft der Division I
- 2007 Aufstieg in die Top-Division bei der Weltmeisterschaft der Division I

## Ligue Magnus-Statistik
(Stand: Ende der Saison 2010/11)